# قطعنامه ۱۲۱ شورای امنیت
قطعنامه ۱۲۱ شورای امنیت سازمان ملل متحد که در تاریخ ۱۲ دسامبر ۱۹۵۶ تصویب شد، سندی بین‌المللی دربارهٔ پذیرش اعضای جدید سازمان ملل متحد: ژاپن است. این قطعنامه طی نشست ۷۵۶ام با ۱۱ موافق، ۰ مخالف و ۰ ممتنع تصویب شد.